# نل (گروه موسیقی)
نل (کره‌ای: 넬؛ انگلیسی: Nell) گروه موسیقی آلترناتیو راک اهل کره جنوبی شکل گرفته در سال ۲۰۱۱ است. اعضای گروه شامل کیم جونگ وان، لی جه کیونگ و لی جونگ هون است و جونگ جه وون در ژوئن ۲۰۲۳ گروه را ترک کرد. نام گروه برگرفته از فیلم نل با بازی جودی فاستر است. این گروه به خاطر صدای غمگین و سایکدلیک خود شناخته می‌شود و با ترانه‌هایی مانند «بمان»، «متشکرم»، «شب بخیر» و «از دست دادن قلب» به شهرت رسیده‌است.